# Edifício Grande São Paulo

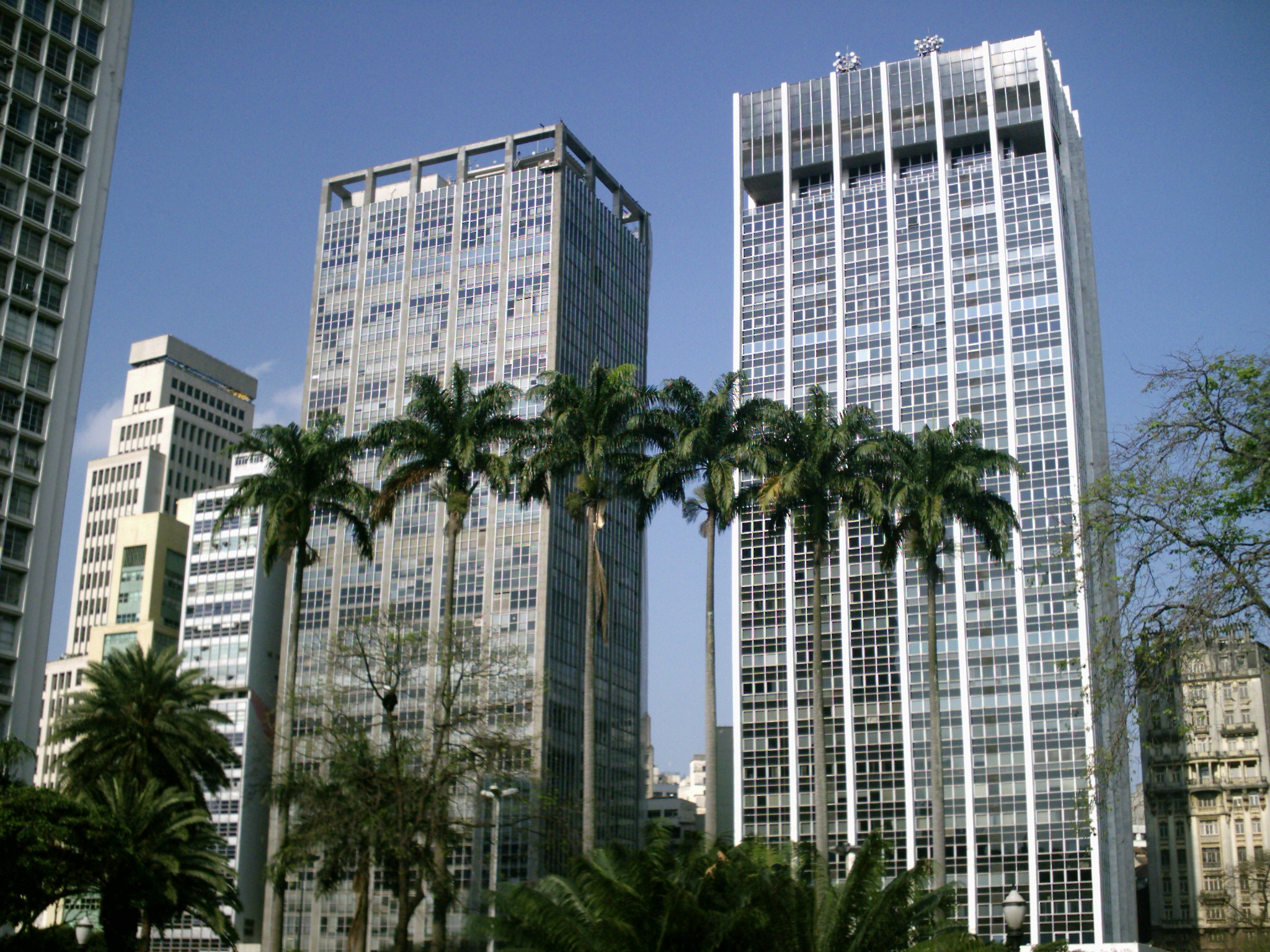
Grande São Paulo à esquerda, e Mercantil Finasa à direita.

O Edifício Grande São Paulo é um arranha-céu localizado no centro da cidade de São Paulo, fazendo frente para a Rua Líbero Badaró e fundos para o Vale do Anhangabaú, local onde a entrada está localizada alguns pisos abaixo da que fica na Rua Líbero Badaró. Com 129 metros de altura e 40 andares teve sua construção finalizada no ano de 1971 sendo hoje o 47º edifício mais alto do Brasil.
O Edifício Grande São Paulo foi retratado como "Titã" na novela Tempos Modernos, da Rede Globo. O prédio é o local onde a trama se desenvolve.
O edifício também possui um estacionamento interno ao qual se tem acesso por meio de elevadores próprios para automóveis.